# Greenville (Missouri)
Greenville – miasto w Stanach Zjednoczonych, w stanie Missouri, siedziba administracyjna hrabstwa Wayne. W 2010 zamieszkiwało w nim ponad 500 osób.